# Greensboro (Vermont)
Greensboro és una població dels Estats Units a l'estat de Vermont. Segons el cens del 2000 tenia 770 habitants.

## Demografia
Segons el cens del 2000, Greensboro tenia 770 habitants, 313 habitatges, i 215 famílies. La densitat de població era de 7,9 habitants per km².
Dels 313 habitatges en un 28,4% hi vivien nens de menys de 18 anys, en un 57,2% hi vivien parelles casades, en un 8,3% dones solteres, i en un 31,3% no eren unitats familiars. En el 27,2% dels habitatges hi vivien persones soles el 16% de les quals corresponia a persones de 65 anys o més que vivien soles. El nombre mitjà de persones vivint en cada habitatge era de 2,37 i el nombre mitjà de persones que vivien en cada família era de 2,84.
Per edats la població es repartia de la següent manera: un 21,9% tenia menys de 18 anys, un 5,6% entre 18 i 24, un 23,1% entre 25 i 44, un 28,8% de 45 a 60 i un 20,5% 65 anys o més.
L'edat mediana era de 44 anys. Per cada 100 dones de 18 o més anys hi havia 78,9 homes.
La renda mediana per habitatge era de 34.583 $ i la renda mediana per família de 40.917 $. Els homes tenien una renda mediana de 31.250 $ mentre que les dones 20.917 $. La renda per capita de la població era de 19.396 $. Entorn del 3,7% de les famílies i el 6,9% de la població estaven per davall del llindar de pobresa.